# Trebejov
Trebejov – wieś (obec) na Słowacji położona w kraju koszyckim, w powiecie Koszyce-okolice. Pierwsze wzmianki o miejscowości pochodzą z roku 1289. 
Według danych z dnia 31 grudnia 2012, wieś zamieszkiwało 211 osób, w tym 101 kobiet i 110 mężczyzn.
W 2001 roku pod względem narodowości i przynależności etnicznej 97,84% mieszkańców stanowili Słowacy, a 1,44% Czesi.
Ze względu na wyznawaną religię struktura mieszkańców kształtowała się w 2001 roku następująco:
- Katolicy rzymscy – 41,01%
- Grekokatolicy – 2,88%
- Ewangelicy – 45,32%
- Ateiści – 8,63%
- Nie podano – 2,16%